# Bunclody-Carrickduff
Bunclody-Carrickduff (Bun Clóidí / Carraig Dubh en irlandais) est une ville du comté de Carlow et de Wexford en république d'Irlande.
Composée des villes jumelles de Bunclody et Carrigduff, elle fut considérée comme une seule entité pour le recensement de 2006.
La ville de Bunclody-Carrickduff compte 1 863 habitants.

## Personnalités
- Evelyn Booth (1897-1988), botaniste irlandaise, est décédée à son domicile près de Bunclody.